# Новоодеська міська територіальна громада
Новоодеська міська територіальна громада — територіальна громада в Україні, у Миколаївському районі Миколаївської області з адміністративним центром у місті Нова Одеса.

## Загальна інформація
Площа території громади — 617,5 км², чисельність населення — 17 478 (2020).

## Населені пункти
До складу громади увійшли м. Нова Одеса, села Гребеники, Димівське, Зарічне, Кам'янка, Криворіжжя, Михайлівка, Новомиколаївка, Новоолександрівське, Новопавлівка, Новосафронівка, Озерне, Підлісне, Троїцьке, Ясна Поляна та селище Дільниче.

## Історія
Створена у 2020 році, відповідно до розпорядження Кабінету Міністрів України № 719-р від 12 червня 2020 року «Про визначення адміністративних центрів та затвердження територій територіальних громад Миколаївської області», шляхом об'єднання територій та населених пунктів Новоодеської міської та Дільничної, Димівської, Михайлівської, Новосафронівської, Підлісненської, Троїцької сільських рад Новоодеського району Миколаївської області.